# The Rain Song
〈The Rain Song〉은 영국의 록 밴드인 레드 제플린의 곡으로 1973년 발매된 다섯 번째 음반 《Houses of the Holy》의 두 번째 트랙이다.

## 녹음
〈The Rain Song〉은 길이가 7분이 넘는 발라드 곡이다. 기타리스트 지미 페이지는 원래 이 곡의 멜로디를 영국 플럼프턴에 있는 그의 집에서 만들었는데, 그는 최근에 스튜디오 오디오 믹서를 설치했다. 새로운 비스타 모델은 1970년 로열 앨버트 홀 공연과 더 후의 《Live at Leeds》 음반을 녹음하기 위해 사용되었던 파이 모바일 스튜디오로 부분적으로 만들어졌다.
쉬운 듣기 시뮬레이션 관현악 편곡에 대한 언급인 〈Slush〉라는 작업 타이틀로 페이지는 멜로디의 완전한 편곡을 가져올 수 있었고, 이 편곡을 가수 로버트 플랜트가 작곡했다. 플랜트는 트랙에서 그의 보컬을 최고 중 하나로 꼽는다. 이 곡은 또한 존 폴 존스가 오케스트라 효과를 더하기 위해 연주하는 멜로트론을, 페이지는 댄일렉트로 기타를 연주한다.

## 라이브 역사
1972년 말부터 1975년까지 레드 제플린 콘서트에서 밴드는 〈The Song Remains the Same〉에 이어 바로 이 곡을 연주하며 음반에 등장한 곡과 같은 순서로 곡을 선보였다. 이들은 두 곡 모두 페이지가 깁슨 EDS-1275 더블넥 기타를 사용해 〈The Song Remains the Same〉의 경우 12줄 넥을 맨 위, 〈The Rain Song〉의 경우 6줄의 아래 목으로 전환했기 때문에 이런 방식으로 세트 리스트를 정리했다. 종종 이 밴드는 스튜디오 버전에서 한 단계 더 올라오는 가장조 키로 이 곡을 연주하곤 했다(〈The Song Remains the Same〉에서 들은 바와 같이). 이 곡은 1977년 미국 투어에서 삭제되었으나, 덴마크 코펜하겐과 넵워스 뮤직 페스티벌에서 열린 1979년 레드 제플린의 콘서트와 1980년 그들의 유럽 투어에서 돌아왔다. 1980년 유럽 투어에서 공연한 《Houses of the Holy》의 노래는 〈The Rain Song〉이 유일했다. 이 화신에서 페이지는 다시 더블넥을 활용했는데, 이는 그가 앞의 곡에서 12줄 부분을 사용하지 않고 그 기타를 6줄 부분에만 사용했던 것으로 알려진 유일한 시간이다. 모든 라이브 버전의 곡에 대해, 관현악 현악 사운드는 무대 위에서 결코 현악 부분을 사용하지 않았기 때문에, 멜로트론(1972년~1975년)이나 야마하 신시사이저(1979년~1980년)에서 존스가 연주했다.